# Havenisse
Havenisser er en form for havepynt. Oftest brugt som julepynt, og ses derfor oftest til jul. Havenisser er ofte lavet af ler eller porcelæn, hvor de derpå er malet i nissefarver. 
Havenisser er ofte et yndet mål for havenissetyve.
De bliver brugt som "have"-pynt (Derfor navnet) i folks haver på placeringer som ligger ud til vejen, hvor andre folk kan se dem.
Havenisser (på tysk Gartenzwerge) har deres oprindelse i Tyskland, hvor de er langt mere udbredte end i andre lande, og her er de et helårsfænomen.